# Володимирівська сільська рада (Кропивницький район)
Володимирівська сільська рада — колишній орган місцевого самоврядування у Кропивницькому районі Кіровоградської області з адміністративним центром у селі Володимирівка.
05.02.1965 Указом Президії Верховної Ради Української РСР передано Володимирівську сільраду Новомиргородського району до складу Кіровоградського району.

## Населені пункти
Сільській раді були підпорядковані населені пункти:
- с. Володимирівка
- с. Миронівка
- с. Олександрівка

## Склад ради
Рада складалася з 12 депутатів та голови.

### Керівний склад ради
| ПІБ                      | Основні відомості                                                 | Дата обрання | Дата звільнення |
| ------------------------ | ----------------------------------------------------------------- | ------------ | --------------- |
| Євенко Сергій Степанович | Сільський голова, 1963 року народження, освіта, безпартійний      | 26.03.2006   | 31.10.2010      |
| Євенко Сергій Степанович | Сільський голова, 1963 року народження, освіта вища, безпартійний | 31.10.2010   |                 |

Примітка: таблиця складена за даними джерела

## Населення
Згідно з переписом УРСР 1989 року чисельність наявного населення села становила 1505 осіб, з яких 683 чоловіки та 822 жінки.
За переписом населення України 2001 року в селі мешкала 631 особа.

### Мова
Розподіл населення за рідною мовою за даними перепису 2001 року:
| Мова       | Відсоток |
| ---------- | -------- |
| українська | 95,53 %  |
| російська  | 2,39 %   |
| молдовська | 1,75 %   |
| інші       | 0,33 %   |